# Habsburg Ottó
Habsburg Ottó (Reichenau an der Rax, 1912. november 20. – Pöcking, 2011. július 4.), teljes nevén Franz Joseph Otto Robert Maria Anton Karl Max Heinrich Sixtus Xavier Felix Renatus Ludwig Gaetan Pius Ignatius von Habsburg-Lothringen, politikus, közíró, az Európai Parlament volt tagja, a Páneurópai Piknik egyik kezdeményezője, a Adenauer–Schuman–De Gasperi-féle Európa-eszmény képviselője és szorgalmazója. Az utolsó Habsburg-trónörökös. A 20. század első felében az uralkodóházat detronizálták, Ottó évtizedekig igényt formált a trónra, 1961-ben azonban lemondott osztrák trónöröklési jogáról, hogy Ausztriába beléphessen, aminek ez volt a feltétele. Apja halála után Magyarországon II. Ottó örökös király néven ismerték el őt a legitimisták. 98 éves korában, fájdalommentesen, álmában halt meg.[forrás?]

## Életpályája
Az alsó-ausztriai Reichenau an der Rax közelében levő Wartholz villában született az utolsó osztrák császár és magyar király (IV. Károly) gyermekeként és legidősebb fiaként. Édesanyja Zita Bourbon–parmai hercegnő, császárné és királyné volt, keresztapja I. Ferenc József Magyarország 1867-ben megkoronázott apostoli királya, keresztanyja, az anyai nagyanyja, Mária Antónia portugál infánsnő. Édesapja száműzetésében az udvari papja, dr. Zsámboky Pál lett a nevelője. Egyetemi tanulmányait a Leuveni Egyetemen végezte Belgiumban, ahol 1935-ben megszerezte a politika és társadalomtudományok doktora címet.

## A trónörökös
Habsburg Ottó a születésekor, 1912-ben még a trónöröklés sorrendjében a harmadik helyen szerepelt az apja nagybátyja, Ferenc Ferdinánd és az apja mögött, akinek trónra kerülésével (1916) viszont már automatikusan az első helyre került. Apjával ellentétben, aki csak feltételezett (prezumptív) trónörökös volt, ami azt jelentette, hogy elméletben akár kiüthette volna a helyéről az az eshetőség, még ha kicsi esély is volt már erre, ha az 1914-ben 84 éves I. Ferenc Józsefnek még egy fia született volna egy újabb törvényes és egyenrangú házasságból, Ottó nyilvánvaló trónörökös volt, azaz őt semmilyen más később születő testvér vagy családtag nem előzhette volna meg a trónöröklési sorban. Apját, IV. Károlyt (Ausztriában: I. Károly császárt) törvényesen 1921-ben (1921. évi XLVII. törvénycikk) Magyarországon megfosztották trónjától, ezzel Ottó is jogilag elvesztette a trónörökösi címét. Ottó azonban egészen a második világháború végéig reménykedett a visszatérésben. A háború idején Washingtonban tartózkodott Roosevelt elnök környezetében. A Kállay-, majd a Lakatos-kormány amerikai megbízottaival (Eckhardt Tibor, Hennyey Gusztáv) együttműködve a lisszaboni magyar nagykövetségen keresztül – testvérével, Károly Lajossal együtt – próbált közvetíteni a kiugrás érdekében
1960-ban a Habsburg–Lotaringiai-ház több tagja elfogadta a Habsburg-törvényt, és aláírta a lemondó nyilatkozatot. 1961. március 31-én maga Habsburg Ottó trónörökös, az utolsó császár legidősebb fia, a család feje is aláírta az osztrák trónigényről való lemondását, ennek jogérvényessége körül azonban Ausztriában jogvita keletkezett (a „Habsburg-válság”), ez több évig késleltette hazautazását. Az osztrák közigazgatási bíróság végül Habsburg Ottó javára döntött, aki 1966. október 31-én négy évtizednyi távollét után visszatérhetett hazájába. Az eset nyomán az osztrák parlament alsóháza (Nationalrat), ahol szociáldemokrata–szabadságpárti (SPÖ–FPÖ) koalíció volt többségben, éveken át vizsgálta a Habsburg-törvény rendelkezéseinek pontos értelmezését. 1996-ban a kiutasítás hatálya már csak a család két tagját érintette, a Minisztertanács a Habsburg-törvény 2. paragrafusát „nem élő jog”-nak minősítette, és beutazási engedélyt adott nekik.

## Képek

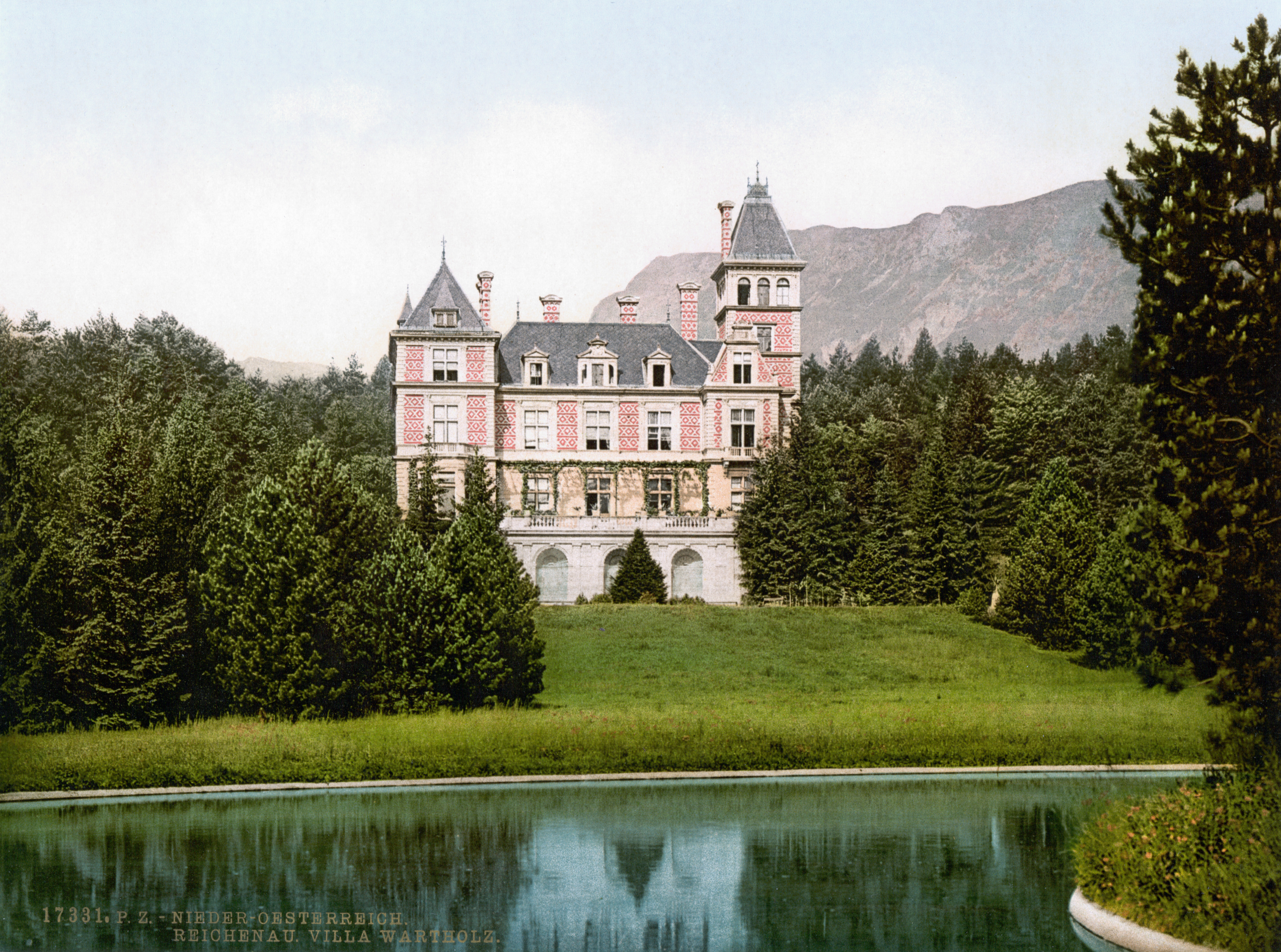
Születési helye a Wartholz-villa, Reichenau an der Rax mellett (1900)
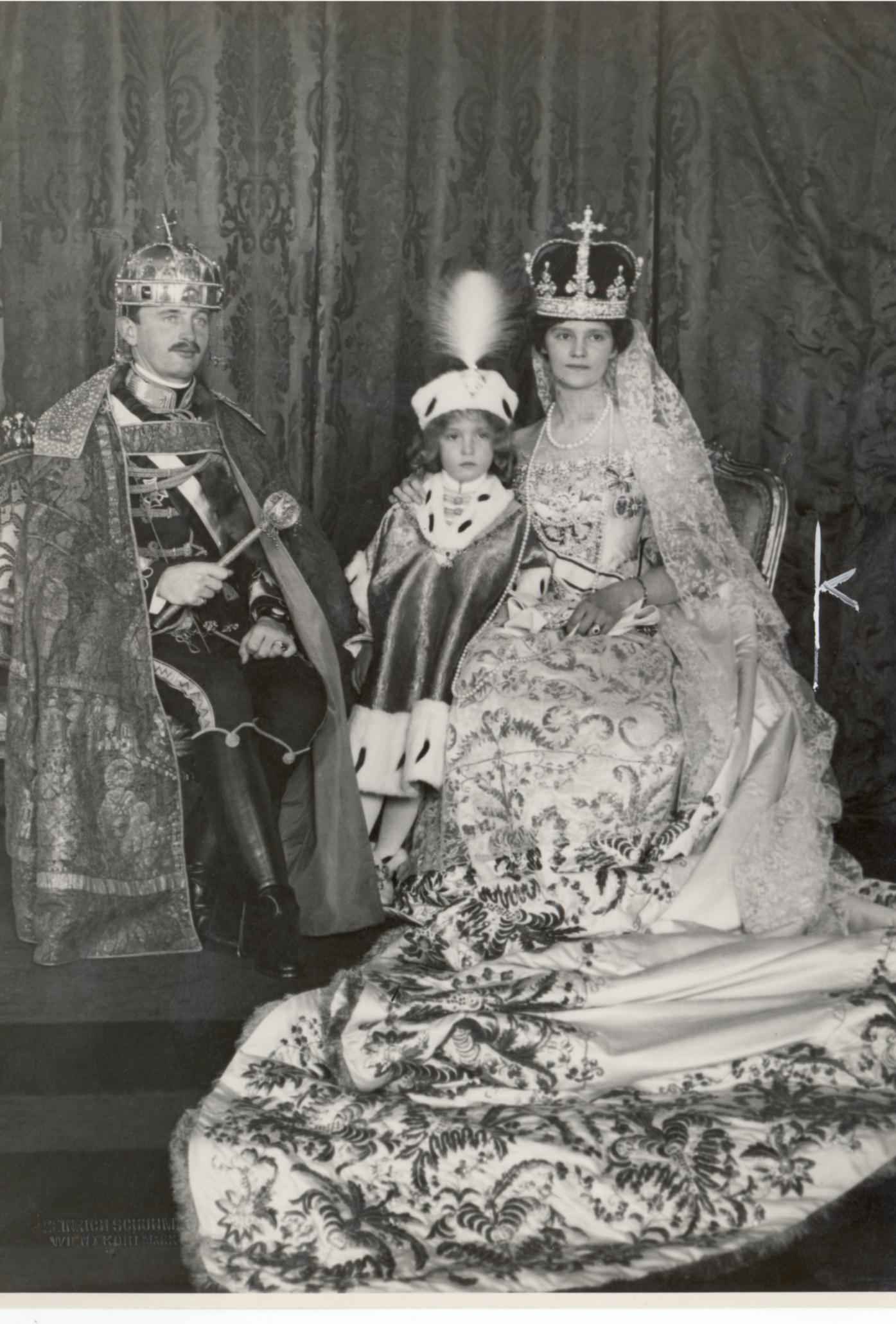
Habsburg Ottó 1916-ban Budapesten, édesapja IV. Károly magyar király és édesanyja Zita magyar királyné között díszruhában a koronázási ünnepség alkalmából
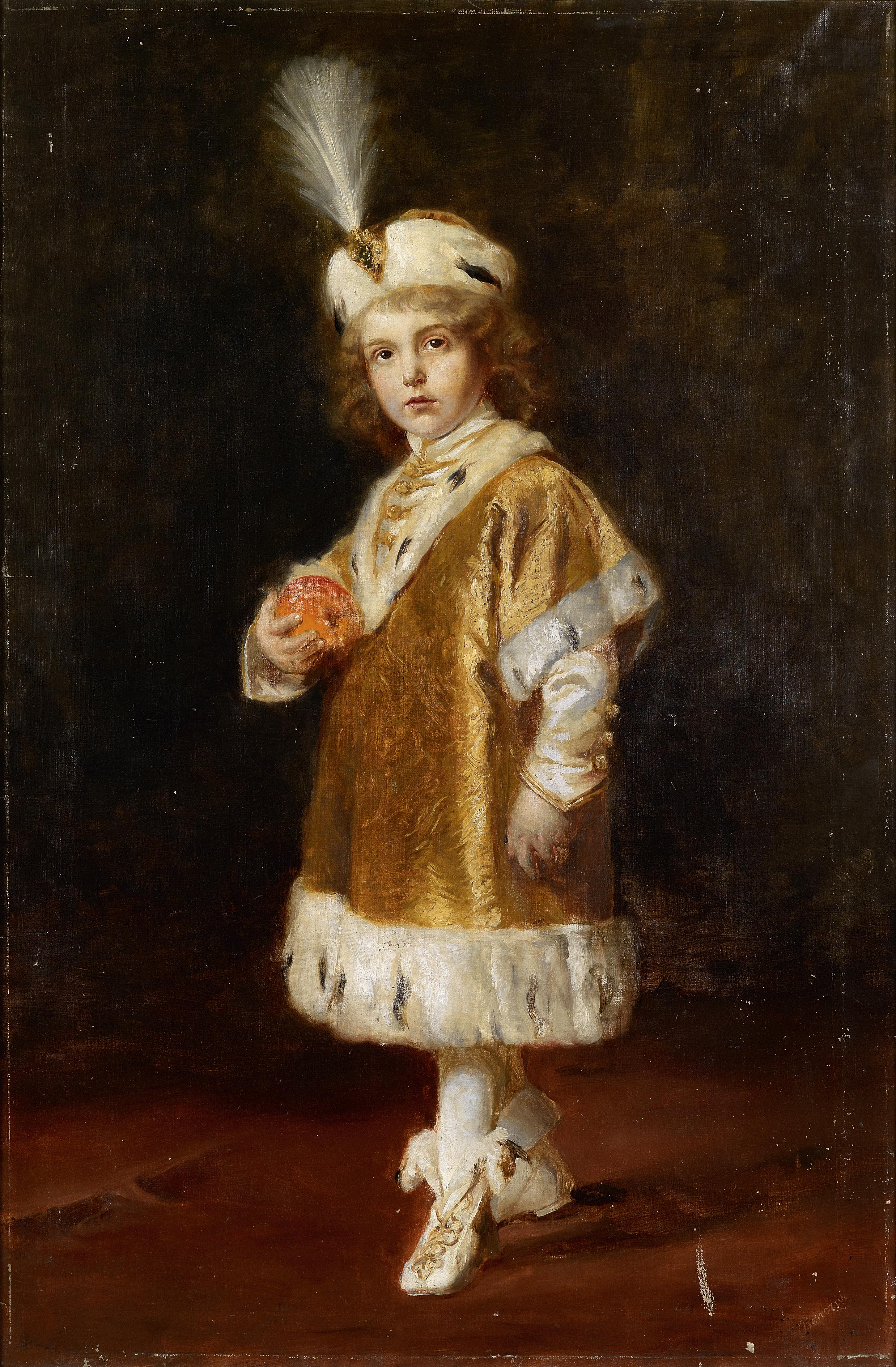
Benczúr Gyula: Ottó trónörökös apja koronázásán viselt öltözékében (1917)
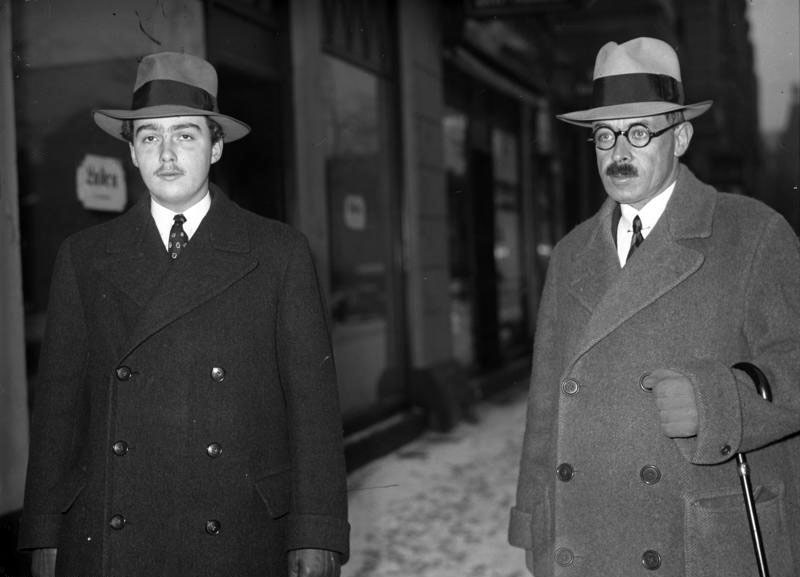
Habsburg Ottó baloldalt, 1933-ban
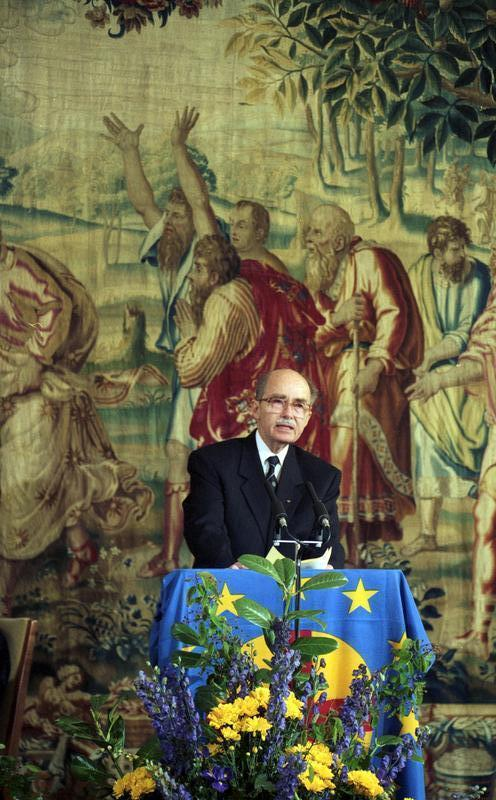
Habsburg Ottó 1991. április 29-én a Nemzetközi Páneurópa Unió mozgalom rendezvényén beszél
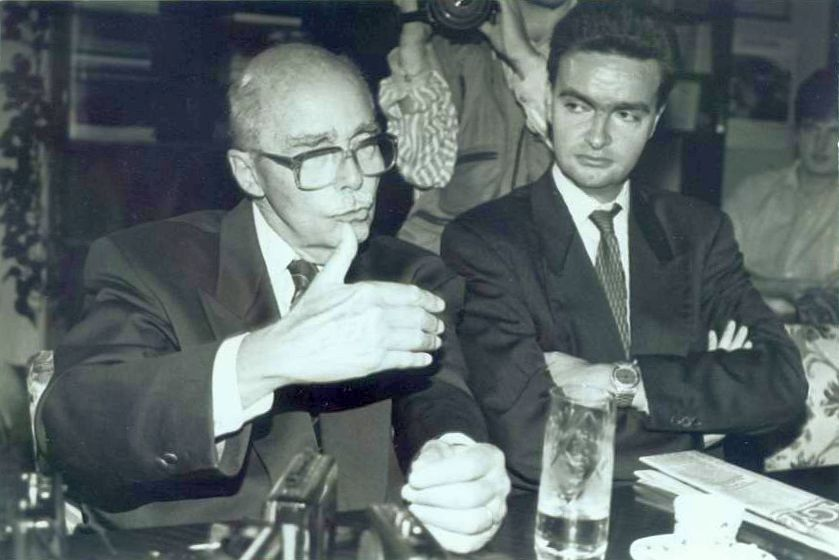
György fiával
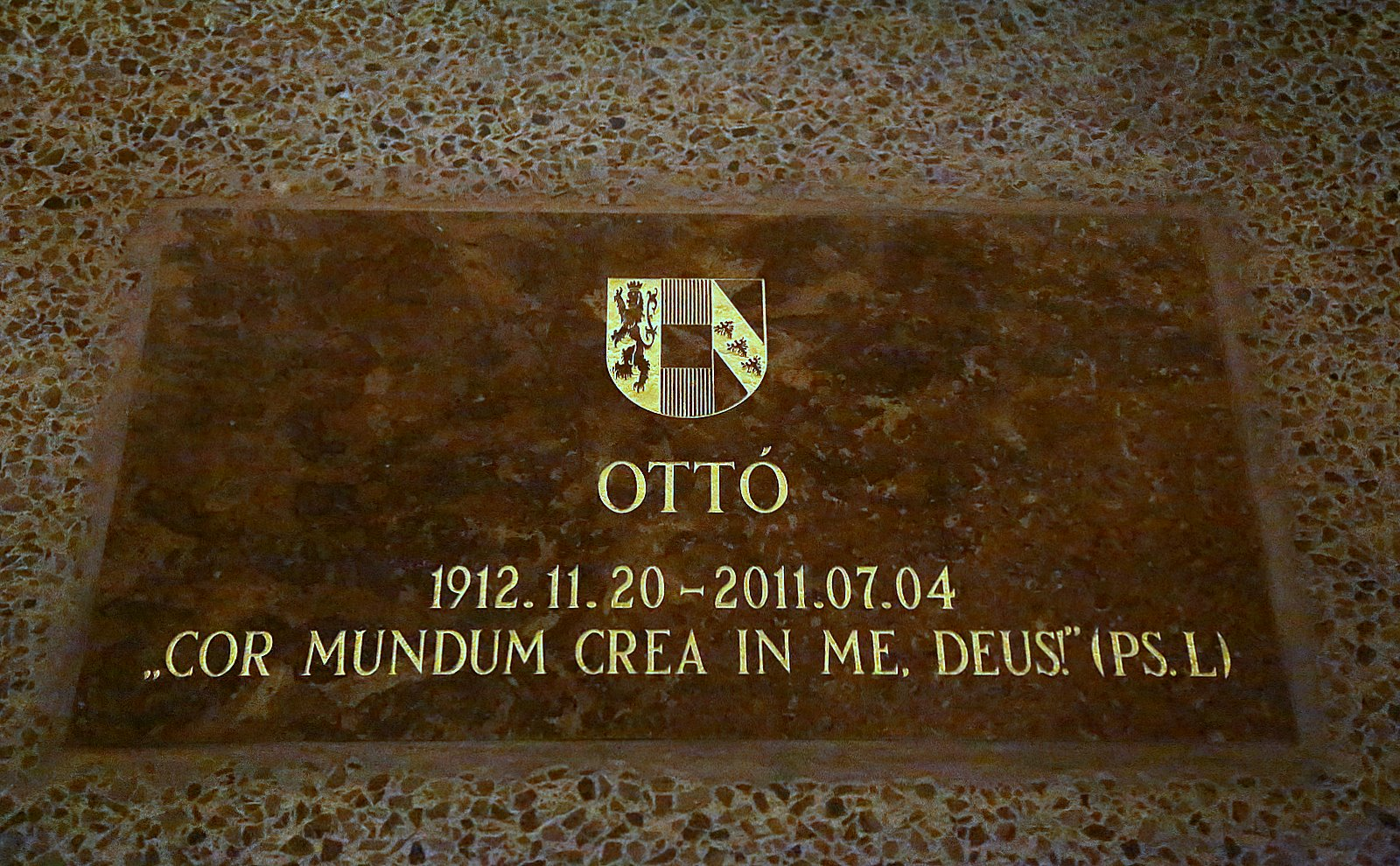
Habsburg Ottó szívurnája Pannonhalmán

## Európai politikus
A Páneurópai Uniónak 1936-tól tagja, 1957-től alelnöke, 1973-tól elnöke volt. 1978-ban német állampolgárságot kapott. 1979 és 1999 között a CSU frakció mandátumával tagja volt az Európai Parlamentnek, két ízben is a frakció korelnökeként. Számos írása jelent meg, több európai nyelven: az Adenauer, Schuman és De Gasperi által szorgalmazott kereszténydemokrata, egyesült Európa-eszményt képviselte egész életén át. Aktívan kísérte az 1988–1989. évi kelet-közép-európai változásokat: Pozsgay Imrével együtt kezdeményezte az 1989-es Páneurópai Pikniket, amelynek fontos szerepe volt a magyarországi vasfüggöny lebontásában. Sokat tett az Európai Unió bővítéséért, ennek keretében Magyarország csatlakozásáért. Politikai tevékenységére jellemző, hogy a Kárpát-medencében szinte minden országban ugyanazt a beszédet mondta el az illető ország nyelvén. A rendszerváltást követően az FKGP felvetette köztársasági elnökké választásának lehetőségét, ő azonban a jelöltséget rendkívül udvariasan elutasította.

## Házassága, gyermekei
Ottó főherceg 1951. május 10-én a franciaországi Nancyban vette feleségül Regina szász–meiningeni hercegnőt (1925–2010), akitől hét gyermeke született. Fia, Habsburg Károly főherceg – a magyar legitimista csoportok álláspontja szerint ő Magyarország királyi- és Ausztria császári trónjának jogos örököse – 1961-ben született Bajorországban. Legkisebb fia, György 1964. december 16-án látta meg a napvilágot a bajorországi Starnbergben.
Habsburg Ottó felesége, Regina főhercegné (Regina Helene Elisabeth Margarete Prinzessin von Sachsen-Meiningen) 2010. február 3-án reggel 85 éves korában, családja körében, a Starnbergi-tó partján fekvő Pöckingben hunyt el, Habsburg Ottó 98 évesen, 2011. július 4-én, hétfőn, hajnalban hunyt el, ugyanott ahol felesége. Földi maradványait a bécsi kapucinus kriptába, szívurnáját július 17-én Pannonhalmán helyezték örök nyugalomra ökumenikus áldás keretében. Várszegi Asztrik pannonhalmi főapát a szertartáson beszédében arra emlékeztetett, hogy Habsburg Ottó mindvégig hű volt ahhoz, amit bencés diákként tanult. Hitvalló katolikus keresztényként, európai műveltségű politikusként „magyar szívvel érző nagyszerű emberként” és jó családapaként élt.

## Nyelvtudása
Habsburg Ottó németül, magyarul, franciául, angolul, spanyolul, portugálul és olaszul tudott (egy történet szerint amikor az Európai Parlamentben valaki latin nyelven szólalt fel, ő volt, aki azt németül tolmácsolni tudta a többi képviselőnek).

## Magyar nyelvű művei
- Döntés Európáról; Amerikai Magyar Kiadó, Köln, 1955
- A holnap társadalmi rendje. Állam és társadalom az atomkorban; Amerikai Magyar Kiadó, Köln–Detroit, 1960
- Jalta és ami utána következett. Válogatott cikkek, tanulmányok; Griff, München, 1979
- Így láttam... 1990–1991–1992; Vörösváry, Toronto, 1992
- Európáért. Haas György beszélgetései Dr. Habsburg Ottóval; Tevan, Békéscsaba, 1992
- V. Károly. Egy európai császár; ford. Hell György; Európa, Budapest, 1994
- Bokor Péter–Hank Gábor: Egy év Habsburg Ottóval. Beszélgetések / Romsics Ignác: Szemben az árral. Esszé; Paginarum, Budapest, 1999
- Sziléziai Szent Hedvig és korunk; ford. Sipos Attila; Barnaföldi Archívum, Budapest, 2002

## Róla írták
- Pusztaszeri László: Habsburg Ottó élete és kora, Nap Kiadó, Budapest, 1997 ISBN 978-963-8116-27-7
- Stephan Baier–Eva Demmerle: Habsburg Ottó élete; ford. Blaschtik Éva, jegyz. kieg. Gergely Jenő; Európa, Budapest, 2003 ISBN 963-07-7275-2
- Gordon Brook-Shepherd: A megkoronázatlan király, Magyar Könyvklub, Budapest, 2005, fordító: Kontor István László ISBN 963-549-230-8

## Utóélete
Habsburg Ottó szellemi és tárgyi örökségének gyűjteménnyé rendezésével, a hagyaték élővé tételével Magyarországon a Habsburg Ottó Alapítvány foglalkozik. 
A hagyaték részét képezik Habsburg Ottó különböző nyelveken megjelent politikai cikkei, kiadott könyvei, könyvgyűjteménye, továbbá államfőkkel, meghatározó politikusokkal történt beszélgetései alapján készült tanulmányok, memorandumok. Emellett az Európai Parlamentben végzett 20 évnyi munkájának beszámolói, újságcikkek az Ausztriába történő visszatérés időszakából, személyes levelezése, kitüntetései, film- és fénykép-archívum, valamint további dokumentumok és tárgyi emlékek. A gyűjtemény mérete összesen mintegy 700 archiváló konténer, 101,65 iratfolyóméter.

## Elismerései
- Pusterwald díszpolgára, 1933

- Makó díszpolgára, 1991[9]
- Velem első díszpolgára, 1991
- Budaörs díszpolgára, 1992
- Bánk díszpolgára, 1992
- Nagymaros díszpolgára, 1993
- Celldömölk díszpolgára, 1995[10]

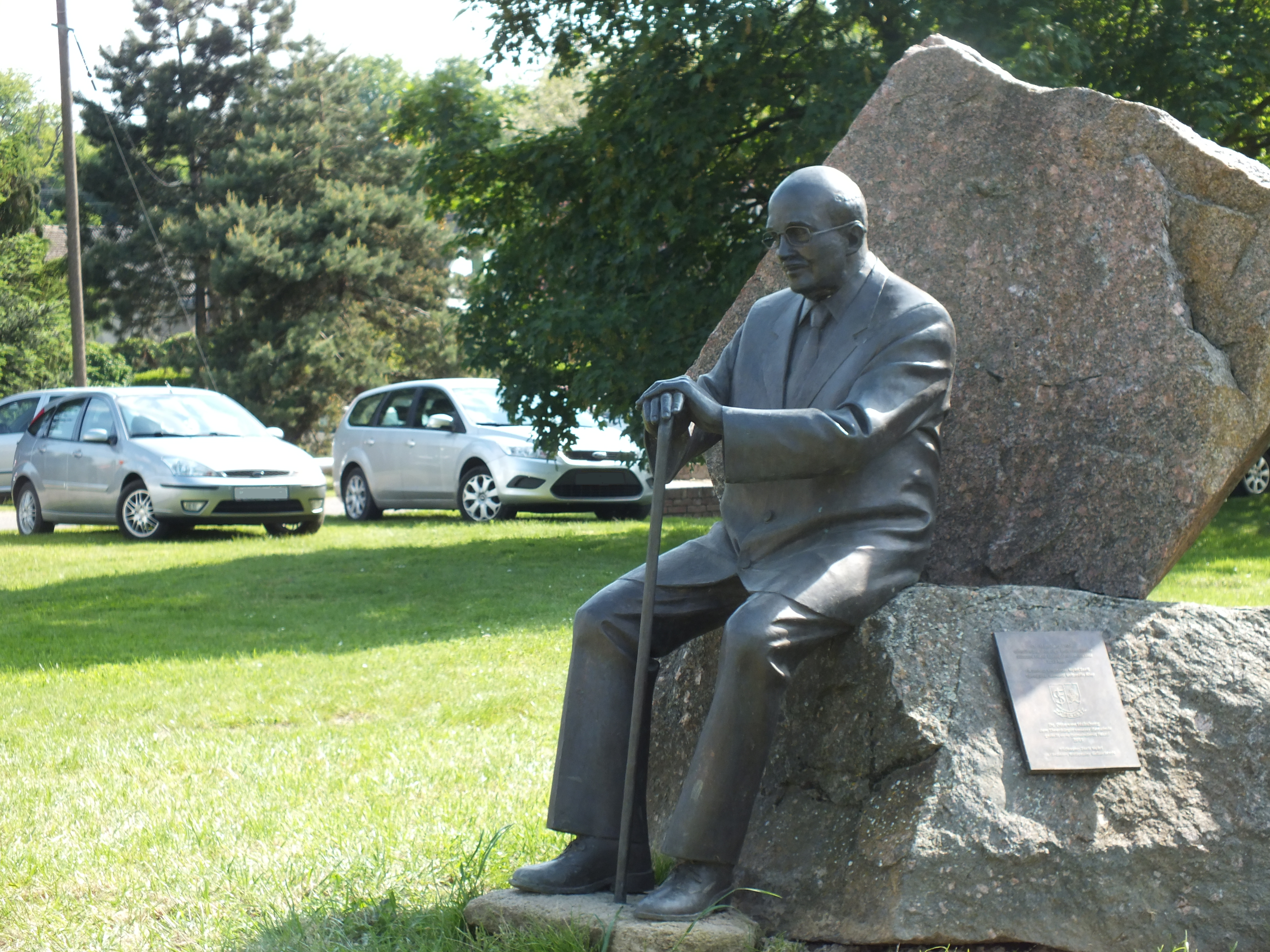
Szobra Fekeden

- Tiszaújváros díszpolgára, 1995. augusztus 31.[11]
- Dorog díszpolgára, 1996[12]
- Gödöllő díszpolgára, 1996[13]
- A Magyar Köztársasági Érdemrend nagykeresztje, 1999
- Hódmezővásárhely díszpolgára, 2001
- Mezőberény díszpolgára, 2003
- Und díszpolgára, 2003
- Feked díszpolgára, 2007